# Richard Hamilton (matematico)
Richard Streit Hamilton (Cincinnati, 10 gennaio 1943 – New York, 29 settembre 2024) è stato un matematico statunitense, professore alla Columbia University.

## Biografia
Laureato all'Università Yale, ottenne il Ph.D. nel 1966, sotto la supervisione di Robert Gunning. I suoi maggiori contributi alla matematica furono nel campo della geometria differenziale e della analisi geometrica. Divenne conosciuto inoltre per aver scoperto il flusso di Ricci e aver delineato il programma di ricerca che portò Grigorij Jakovlevič Perel'man alla dimostrazione della congettura di geometrizzazione di Thurston e della sottesa congettura di Poincaré.
Hamilton vinse nel 1996 il premio Oswald Veblen per la geometria e il Clay Research Award nel 2003. Fu eletto nella National Academy of Sciences nel 1999 e nella American Academy of Arts and Sciences nel 2003. Ricevette inoltre il Premio Steele nel 2009.

## Pubblicazioni
- Richard S. Hamilton, Three-manifolds with positive Ricci curvature, in Journal of Differential Geometry, vol. 17, n. 2, 1982,  pp. 255–306, ISSN 0022-040X (WC · ACNP), MR 664497. L'articolo che introduce il flusso di Ricci.
- Huai-Dong Cao, Collected Papers on Ricci Flow, Boston, International Press, 2003, ISBN 1571461108.